# モバイローム

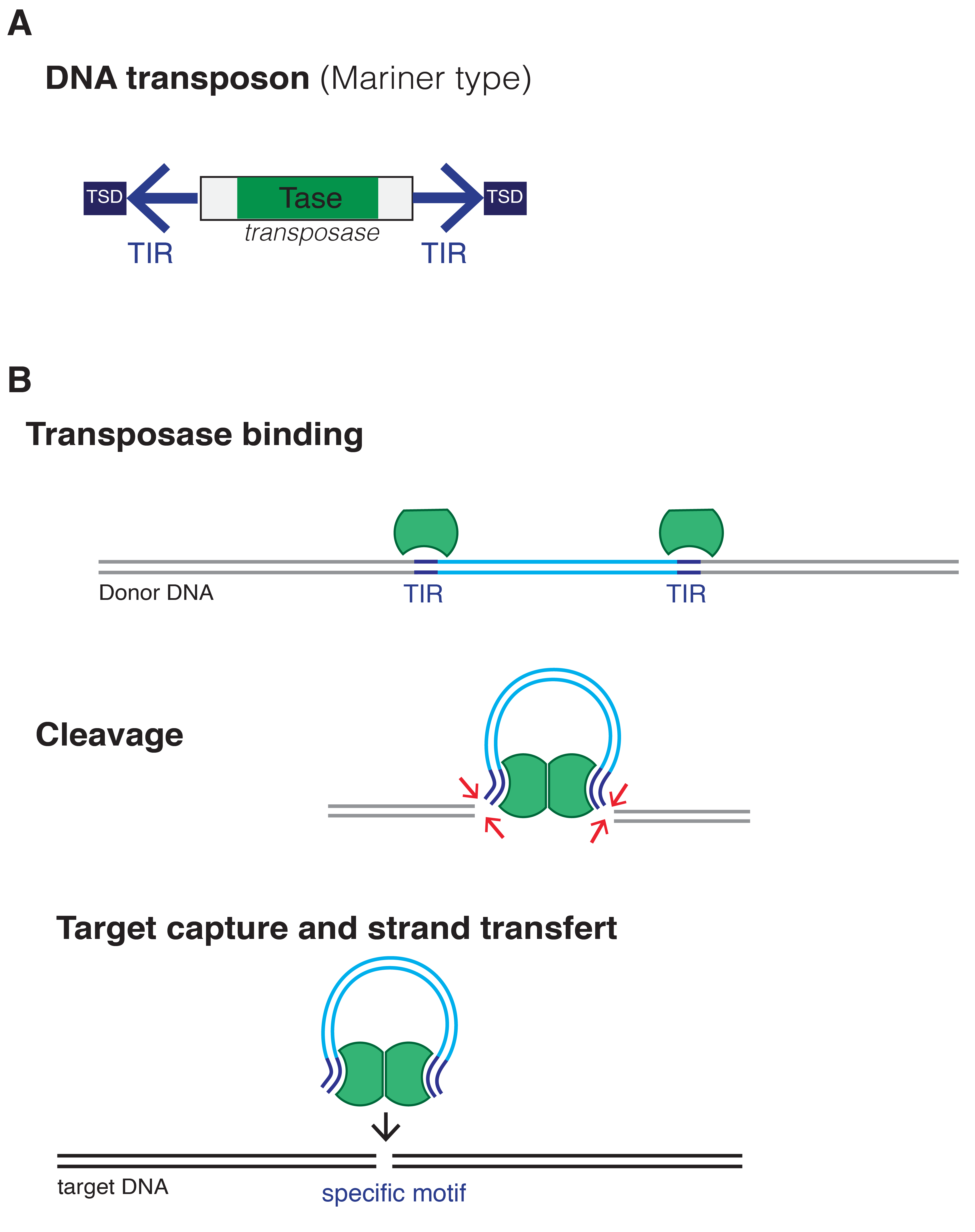
(A) トランスポゾンは逆方向反復配列（TIR）と隣接している。(B) トランスポザーゼはTIRでトランスポゾンを切断する。遊離したトランスポゾンはゲノムの他の部分に挿入される。

モバイローム（英: mobilome）は、ゲノム中の可動遺伝因子の総体である。モバイロームは真核生物、原核生物、ウイルスでみられる。モバイロームの構成は生命の系統によって異なり、真核生物のモバイロームの中心はトランスポゾンであるのに対し、原核生物ではプロファージやプラスミドが主要な要素である。ヴィロファージはウイルスのモバイロームを構成する。

## 真核生物のモバイローム
トランスポゾンはゲノム内で移動したり増幅したりするエレメントであり、真核生物のモバイロームの主要な構成要素である。トランスポゾンは宿主の表現型とは無関係に、宿主細胞の転写・翻訳機構を利用して自身を切り出し、ゲノムの異なる部分へ挿入するため、遺伝的寄生体とみなされる。
真核生物のトランスポゾンは、種子が斑入りになるトウモロコシ（Zea mays）で最初に発見された。バーバラ・マクリントックはトウモロコシのAc/Dsシステムについて記載し、Ac遺伝子座はDs遺伝子座のゲノムからの切り出しを促進し、切り出されたDsエレメントが色素の産生を担う遺伝子のコーディング領域に挿入されることで変異を引き起こしていることを明らかにした。
トランスポゾンの他の例としては、出芽酵母（Saccharomyces cerevisiae）のTy因子やキイロショウジョウバエ（Drosophila melanogaster）のP因子がある。Ty因子は逆転写酵素をコードするレトロトランスポゾンであり、自身のmRNA転写産物をゲノムの他の部分に挿入可能なDNAに変換することができる。P因子は生殖細胞系列でゲノムにランダムに挿入されることで変異を引き起こすが、体細胞ではこうした現象は起こらない。

## 原核生物のモバイローム

細菌の接合。(1) 性繊毛の形成。(2) 性繊毛が2つの細菌を連結する。(3) プラスミドDNAの一方の鎖が受容側へ移動する。 (4) 双方の細菌が同一のプラスミドを保有する。

プラスミドは細菌の染色体外の遺伝物質として1940年代に発見された。プロファージは細菌の染色体に挿入されたバクテリオファージ（ウイルスの一種）のゲノムであり、プロファージはウイルス複製の溶菌サイクルと溶原化サイクルを通じて他の細菌へ拡散する。
原核生物にもトランスポゾンは存在するが、原核生物のゲノムで最も一般的な可動遺伝因子はプラスミドとプロファージである。
プラスミドとプロファージは細菌の接合を通じてゲノム間を移動し、遺伝子の水平伝播を可能にする。プラスミドには細菌の抗生物質耐性を担う遺伝子が含まれていることが多く、これらのプラスミドが複製され、ゲノムからゲノムへと受け継がれることで、細菌集団全体が迅速に抗生物質に適応できるようになる。プロファージは細菌の染色体からループアウトしてバクテリオファージを形成し、他の細菌に感染する。これによってプロファージは細菌集団内を迅速に伝播し、宿主細菌に害を及ぼす。

## ウイルスのモバイローム
ヴィロファージはウイルスのモバイロームの構成要素であり、2008年にアカントアメーバAcanthamoeba castellaniiのミミウイルスの系統で最初に発見された。ヴィロファージは、宿主細胞にヘルパーウイルスが共感染しているときにのみ複製を行うウイルスである。共感染後、ヘルパーウイルスは宿主細胞の転写・翻訳装置を利用して自身のための装置を作り出し、ヴィロファージは宿主細胞またはウイルスの装置を利用して複製を行う。ヴィロファージはヘルパーウイルスの複製に負の影響を与える。
スプートニクやマウイルスは、ヴィロファージの例である。